# Zlatko Pleše
Zlatko Pleše (* 1958 in Zagreb) ist ein kroatischer Religionswissenschaftler.

## Leben
Nach dem Studium der Altphilologie, der antiken Philosophie und des frühen Christentums in Zagreb und an der Yale University ist er seit 2016 Professor für griechisch-römische Religion, frühes Christentum und Spätantike an der University of North Carolina at Chapel Hill.
Seine Forschungsinteressen sind frühes Christentum und klassische Kultur, Gnostizismus und Hermetismus, antike Rhetorik und Hermeneutik, Plutarch und Mittelplatonismus und koptische Sprache und Literatur.

## Schriften (Auswahl)
- Poetics of the Gnostic universe. Narrative and cosmology in the Apocryphon of John. Leiden 2006, ISBN 90-04-11674-5.
- mit Bart D. Ehrman (Hg.): The apocryphal gospels. Texts and translations. Oxford 2011, ISBN 0-19-973210-8.